# Schottisches Moorschneehuhn

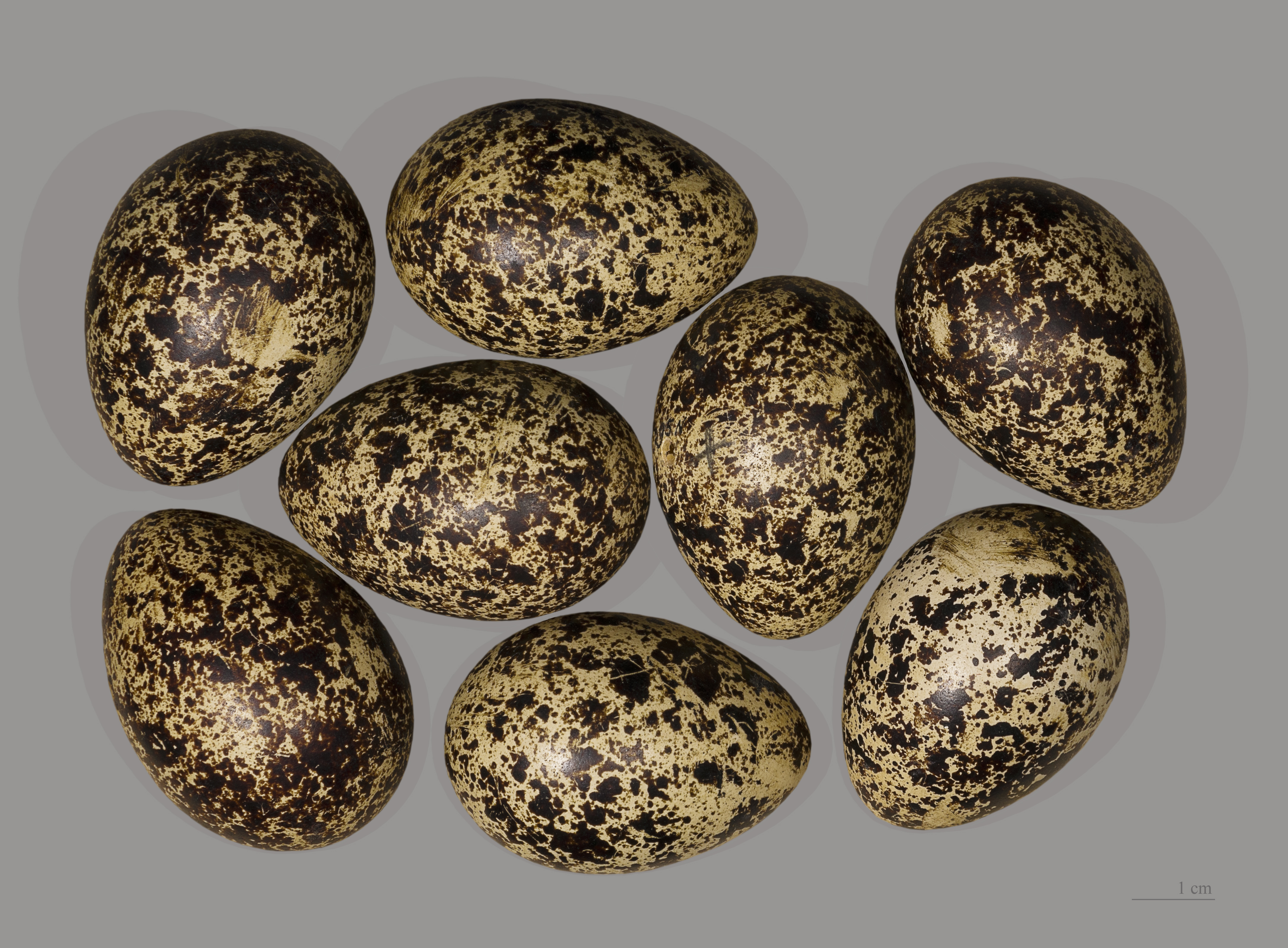
Eier des Schottischen Moorschneehuhns

Das Schottische Moorschneehuhn (Lagopus scotica) ist eine auf den Britischen Inseln vorkommende Art der Raufußhühner, aus der Ordnung der Hühnervögel.

## Beschreibung
Der Vogel wird etwa 40 Zentimeter groß und unterscheidet sich von anderen Schneehühnern durch das Fehlen eines weißen Winterkleides. Er ist dunkel rotbraun und hat auch keine weißen, sondern dunkle, braune Schwingen. Das etwas kleinere Weibchen ist heller gefärbt als das Männchen, und allgemein trägt das Schottische Moorschneehuhn im Sommer eine hellere Färbung als im Winter.
Die auf Irland vorkommenden Exemplare sind gelblicher als die in Großbritannien verbreitete Form und sie werden deshalb gelegentlich als eigene Unterart Lagopus lagopus hibernicus abgetrennt.

## Lebensweise
Das Schottische Moorschneehuhn lebt in Mooren und auf Heideflächen, wo Moosbeere und Rauschbeere vorkommen. Im Herbst sucht es niedere Lagen und Stoppelfelder auf. Es nistet vorzugsweise in der Heide. Das Männchen ruft während der Balz guttural „go-bäck, bäk-bäk-bäk“.

## Vorkommen
Das Schottische Moorschneehuhn bewohnt Schottland, das nördliche England, Wales, Irland, die Hebriden und die Orkney-Inseln. Als beliebtes Jagdwild wurde es auch in Gegenden angesiedelt, wo es ursprünglich nicht vorkam. Der Bestand wird auf 250.000 Paare geschätzt, davon 1000 bis 5000 Paare in Irland.

## Systematik
Das Schottische Moorschneehuhn wurde 1787 durch den britischen Ornithologen John Latham unter der Bezeichnung Tetrao scoticus erstmals wissenschaftlich beschrieben, damals also in die Gattung der Auerhühner (Tetrao) gestellt. Später wurde es in die Gattung der Schneehühner (Lagopus) überführt. Bis in die erste Hälfte des 20. Jahrhunderts wurde es als eigenständige Art angesehen. Diesen Status verlor es in verschiedenen von 1965 bis 1976 erschienen Publikationen und wurde zu einer Unterart des Moorschneehuhns (Lagopus lagopus) ohne dies näher zu begründen. DNA-Vergleiche zeigen jedoch, dass beide Taxa deutlich voneinander getrennt sind und es keinen Genaustausch mehr zwischen Schottischem Moorschneehuhn und Moorschneehuhn gibt. Aus diesem Grund und weil sich das Schottische Moorhuhn durch die rote Gefiederfärbung und das Fehlen eines weißen Winterkleides deutlich von anderen Schneehühner unterscheidet, empfahl eine Wissenschaftlergruppe im Januar 2022 das das Schottische Moorhuhn wieder als eigenständige Art behandelt werden sollte, was die IOC in ihrer Aktualisierung ihrer systematischen Datenbank im August 2024 so übernahm.

## Auswilderung in Deutschland
Zu Beginn der 1890er Jahre setzte der Textilfabrikant Scheibler aus Monschau über 70 Paare auf den Mooren des damals zum Deutschen Reich gehörenden Hohen Venns aus. Am 9. Januar 1902 beschloss das Preußische Herrenhaus die Einführung einer Schonzeit. Bereits 1904 konnten drei Jäger an einem Tag 40 Vögel erlegen. Der Bestand wurde zu dieser Zeit auf etwa 1000 Moorschneehühner geschätzt.
1911 dezimierten große Brände das Vorkommen und ab 1930 setzte ein starker Rückgang ein. Zuletzt kamen die Schneehühner in dem nun zu Belgien gehörigen Gebiet nur noch an der Botrange vor, wo Günther Niethammer sie von 1960 bis 1962 immer an einem bestimmten Platz beobachten konnte. Zu Beginn der 1970er Jahre verschwanden sie völlig.